# Brief des Pastors zu *** an den neuen Pastor zu ***
Brief des Pastors zu *** an den neuen Pastor zu *** ('Brief van de pastoor te *** aan de nieuwe pastoor te ***') is een werk van Johann Wolfgang von Goethe uit 1773. Het is een fictieve brief van een anonieme Franse pastoor aan een anonieme collega. De auteur wendt voor dat hij de brief uit het Frans heeft vertaald.
Het werk is feitelijk een fragment uit een onafgewerkte roman waaraan Goethe in 1770 begon te werken. Het is een pleidooi voor eenvoudige vroomheid en tegen dogmatische spitsvondigheid. Goethe werd geïnspireerd door de Profession de foi du Vicaire savoyard uit de Émile van Rousseau (1762), maar ook door de realiteitszin die spreekt uit de Katechismus der Sittenlehre für das Landvolk van Johann Georg Schlosser (1771). Hij voert een oude plattelandspastoor op die een vriendelijke brief stuurt naar een nieuw aangestelde collega. Zonder omwegen geeft hij toe dat delen van de Bijbel onverstaanbaar of saai zijn. De erfzonde wijst hij af en Maarten Luther looft hij als iemand die bijdroeg aan de bevrijding uit de geestelijke knechtschap. Hij gelooft zeer sterk in de liefde van God, die zo groot is dat we er geen grenzen aan kunnen stellen. Hoewel zijn parochianen graag denken dat heidenen in de hel zullen branden, kijkt de pastoor ernaar uit in de hemel te verbroederen met "de Turk die mij voor een hond houdt en de Jood die mij voor een zwijn houdt". Zoveel is onvatbaar, dat feitelijk elke persoon zijn eigen religie heeft. God moet met onze armzalige diensten tevreden zijn. 
Goethe houdt hier een sterk pleidooi voor tolerantie, niet gebaseerd op onverschilligheid tegenover religieuze kwesties, maar op werkelijke aanvaarding. De eerste druk van zijn korte verhandeling is zeer zeldzaam.

## Voetnoten
1. 1 2  Boudewijn Büch, De Goethe-industrie. Een Duitse ziekte, 2011, p. 42. Gearchiveerd op 7 juni 2023.
2. ↑  Rüdiger Safranski, Goethe. Kunstwerk van het leven, 2015, p. 162. Gearchiveerd op 7 juni 2023.
3. ↑  Ritchie Robertson, The Enlightenment. The Pursuit of Happiness, 1680-1790, 2020, p. 123. Gearchiveerd op 7 juni 2023.
4. ↑  Rüdiger Safranski, Goethe. Kunstwerk van het leven, 2015, p. 111. Gearchiveerd op 7 juni 2023.